# Helga M. Novak
Helga M. Novak (Isländischer Name ab 1966: Maria Karlsdottir; * 8. September 1935 in Berlin; † 24. Dezember 2013 in Rüdersdorf bei Berlin) war eine deutsch-isländische Schriftstellerin.

## Leben und Werk
Helga M. Novak wuchs bei Adoptiveltern auf. Sie trat gegen deren Willen in die FDJ ein und besuchte ein staatliches Internat in der Nähe von Berlin. Dort legte sie 1954 ihr Abitur ab. Anschließend studierte sie bis 1957 an der Fakultät für Journalistik der Universität Leipzig. 1957 erklärte sie ihren Studienabbruch, da sie nicht bereit war, für die Staatssicherheit Spitzeldienste zu leisten, was laut Brigitte Klump allen Studenten angetragen wurde. Auch wurde von ihr verlangt, Mitglieder der in Leipzig studierenden und der kommunistischen Partei Islands angehörenden Gruppe nach ihren Meinungen und Tätigkeiten auszuforschen, was sie ebenfalls ablehnte. Ausschluss aus der SED auf eigenen Wunsch.
Danach übte sie verschiedene Tätigkeiten in der Produktion aus u. a. als Monteurin, Laborantin und Buchhändlerin. 1960 Heirat mit einem Isländer, 1961 ging sie nach Island unter Beibehaltung der DDR-Staatsbürgerschaft; jährlich ungehindert Besuch der DDR. Aus dieser später geschiedenen Ehe gingen zwei Kinder hervor. Novak arbeitete zeitweise in einer Fischfabrik und in einer Teppichweberei, unternahm daneben aber auch Reisen nach Frankreich, Spanien und in die USA. 1965 kehrte sie in die DDR zurück. Sie studierte am Literaturinstitut „Johannes R. Becher“ in Leipzig. 1966 wurde ihr wegen des Verteilens selbst vervielfältigter, regimekritischer Texte die DDR-Staatsbürgerschaft aberkannt mit der Auflage, die DDR sofort zu verlassen und den Boden dieses Staates nicht mehr zu betreten. Sie hielt sich danach zuerst wieder in Island auf und nahm 1966 erstmals an einer Tagung der Gruppe 47 in Princeton teil. Sie war ab 1966 isländische Staatsbürgerin. 1967 ging sie in die Bundesrepublik Deutschland unter Beibehaltung ihrer isländischen Staatsbürgerschaft. Seitdem lebte sie zeitweise in Berlin, Jugoslawien und Frankfurt am Main. 1968 wurde ihr der Literaturpreis der Stadt Bremen verliehen.
Sie begann als Verfasserin von politisch geprägter Lyrik, in der die massiven Eingriffe des ostdeutschen Staates ins Privatleben angeprangert werden; später erfolgte der Übergang zu realistischer Naturlyrik. Ihre Prosa ist anfangs dokumentarischer Natur; bedeutend sind ihre drei autobiografischen Romane Die Eisheiligen, Vogel federlos und Im Schwanenhals. Novak hat außerdem eine große Zahl von Hörspielen verfasst. Trotz ihres umfangreichen, von der Kritik überwiegend positiv bewerteten Werkes nahm sie innerhalb der deutschsprachigen Gegenwartsliteratur eine Außenseiterstellung ein. Wolf Biermann bezeichnete sie als „die größte Dichterin der DDR“.
Helga M. Novak gehörte seit 1972 dem Verband deutscher Schriftsteller und seit 1971 dem PEN-Zentrum Deutschland an. 1991 bekannte sie sich öffentlich zu ihrer früheren Betätigung als inoffizielle Mitarbeiterin für das Ministerium für Staatssicherheit. Ab 1987 lebte sie in Legbąd, Powiat Tucholski, Polen, und seit Mitte der 2000er Jahre in Erkner bei Berlin.
Ihre Bibliothek befindet sich heute im Deutschen Literaturarchiv Marbach.

## Auszeichnungen
- 1968: Literaturpreis der Stadt Bremen
- 1979/1980: Stadtschreiberin von Bergen-Enkheim
- 1985: Kranichsteiner Literaturpreis
- 1989: Roswitha-Gedenkmedaille
- 1989: Ernst-Reuter-Preis für Nekropole
- 1990: Marburger Literaturpreis
- 1993: Gerrit-Engelke-Preis
- 1994: Ehrengabe der Deutschen Schillerstiftung
- 1997: Brandenburgischer Literaturpreis
- 1998: Ehrengabe der Bayerischen Akademie der Schönen Künste
- 2001: Ida-Dehmel-Literaturpreis
- 2009: Johann-Gottfried-Seume-Literaturpreis für wo ich jetzt bin
- 2010: Christian-Wagner-Preis
- 2012: Droste-Preis der Stadt Meersburg[9][10]

## Werke
- Ostdeutsch. Gedichte. Selbstverlag, Reykjavík 1963. Neuausgabe als: Ballade von der reisenden Anna. Luchterhand, Neuwied u. a. 1965.
- Colloquium mit vier Häuten. Gedichte und Balladen. Luchterhand, Neuwied u. a. 1967.
- Das Gefrierhaus. Die Umgebung. Sirius-Presse, Hamburg 1968 (zusammen mit Timm Bartholl).
- Geselliges Beisammensein. Prosa. Luchterhand, Neuwied u. a. 1968 (darin: Schlittenfahren).
- Wohnhaft im Westend. Dokumente, Berichte, Konversation. Luchterhand, Neuwied u. a. 1970 (zusammen mit Horst Karasek).
- Aufenthalt in einem irren Haus. Erzählungen. Luchterhand, Neuwied u. a. 1971.
- Fibelfabel aus Bibelbabel oder Seitensprünge beim Studium der Mao-Bibel. Hörspiel. Musik: Hans Martin Majewski. Luchterhand, Neuwied u. a. 1972.
- Seltsamer Bericht aus einer alten Stadt. Kinderbuch. Fackelträger, Hannover 1973 (zusammen mit Dorothea Nosbisch).
- Die Ballade von der kastrierten Puppe. Kinderbuch. Mit 10 Federzeichnungen von Peter Kaczmarek. Et cetera, Leverkusen 1975.
- Balladen vom kurzen Prozess. Rotbuch, Berlin 1975.
- Am Beispiel Peter-Paul Zahl. Eine Dokumentation. Hrsg. von Erich Fried. Sozialistische Verlagsauslieferung, Frankfurt am Main 1976.
- Die Landnahme von Torre Bela. Prosa. Rotbuch, Berlin 1976.
- Margarete mit dem Schrank. Gedichte. Rotbuch, Berlin 1978.
- Die Eisheiligen. Autobiographischer Roman. Luchterhand, Darmstadt u. a. 1979.
- Palisaden. Erzählungen 1967–1975. Luchterhand, Darmstadt u. a. 1980.
- Vogel federlos. Autobiographischer Roman. Roman. Luchterhand, Darmstadt u. a. 1982.
- Grünheide Grünheide. Gedichte 1955–1980. Luchterhand, Darmstadt u. a. 1983.
- Legende Transsib. Luchterhand, Darmstadt u. a. 1985.
- Märkische Feemorgana. Gedichte. Luchterhand, Frankfurt am Main 1989.
- Aufenthalt in einem irren Haus. Gesammelte Prosa. Schöffling & Co., Frankfurt am Main 1995, ISBN 3-89561-111-5.
- Silvatica. Gedichte. Schöffling & Co., Frankfurt am Main 1997, ISBN 3-89561-112-3.
- Solange noch Liebesbriefe eintreffen. Gesammelte Gedichte. Hrsg. von Rita Jorek, mit einem Nachwort von Eva Demski. Frankfurt am Main 1999. Erweiterte Neuausgabe in zwei Bänden: Schöffling & Co., Frankfurt am Main 2008, ISBN 978-3-89561-116-2.
- Wo ich jetzt bin. Gedichte. Ausgewählt von Michael Lentz. Schöffling & Co., Frankfurt am Main 2005, ISBN 978-3-89561-115-5.
- Aus Wut. Gedichte. Mit Dieter Goltzsche (Lithogr.). Edition Mariannenpresse, Berlin 2005, ISBN 3-926433-39-6.
- Liebesgedichte. Hrsg. und mit einem Nachwort von Silke Scheuermann. Schöffling & Co., Frankfurt am Main 2010, ISBN 978-3-89561-118-6.
- Lebendiger Fund. Eine Erzählung. Verlag Ulrich Keicher, Warmbronn 2010, ISBN 978-3-938743-92-8.
- Im Schwanenhals. Autobiographie. Schöffling & Co., Frankfurt am Main 2013, ISBN 978-3-89561-119-3.
- Helga M. Novak (= Poesiealbum 320), Lyrikauswahl von Rita Jorek, Grafik: Sabine Slatosch. Märkischer Verlag, Wilhelmshorst 2015, ISBN 978-3-943-70820-2.

## Tonträger
- Fibelfabel aus Bibelbabel oder: Seitensprünge beim Studium der Mao-Bibel (Deutsche Grammophon/Luchterhand 2574 001)
- solange noch Liebesbriefe eintreffen, gesprochen von Doris Wolters (Gugis Hörbücher & Bücher 3-939-46115-6)

## Herausgeberschaft
- mit Horst Karasek: Eines Tages hat sich die Sprechpuppe nicht mehr ausziehen lassen. Texte zur Emanzipation zur Mündigkeit (= Lesebuch 3). Bertelsmann, München / Gütersloh / Wien 1972, ISBN 3-570-04587-0.
- mit Erich Fried, Initiativgruppe P.P. Zahl (Hrsg.): Am Beispiel Peter-Paul Zahl. Sozialistische Verlagsauslieferung, Frankfurt am Main 1976, DNB 760406928.